# Corticarina fuscula
Corticarina fuscula är en skalbaggsart som först beskrevs av Leonard Gyllenhaal 1827.  Corticarina fuscula ingår i släktet Corticarina, och familjen mögelbaggar. Arten är reproducerande i Sverige.